# Andrzej Osikowicz
Andrzej Osikowicz (ur. 16 listopada 1900 w Kobylance, zm. 29 grudnia 1943 w KL Majdanek) – polski duchowny katolicki, Sprawiedliwy wśród Narodów Świata.
Święcenia kapłańskie przyjął w 1923. Pracował jako wikariusz w parafiach: Błażowa (1923–1925, a w latach 1925-1926 był tam również administratorem), Czudec (1926), Stojańce (1926–1928), Borysław (1928–1931) a jako proboszcz w tej ostatniej parafii w latach 1931–1943. W latach 1936–1943 był dziekanem dekanatu Drohobycz.
W 1995 uhonorowany pośmiertnie uhonorowany tytułem Sprawiedliwy wśród Narodów Świata za ratowanie żydowskich dzieci w czasie II wojny światowej. W 2016 „za bohaterską postawę i niezwykłą odwagę wykazaną w ratowaniu życia Żydom podczas II wojny Światowej, za wybitne zasługi w obronie godności człowieczeństwa i praw ludzkich” odznaczony pośmiertnie przez prezydenta RP Andrzeja Dudę Krzyżem Komandorskim Orderu Odrodzenia Polski.